# Domingo Buezo Leiva
Domingo Buezo Leiva (* 12. Dezember 1962 in Zulia) ist ein guatemaltekischer Geistlicher und römisch-katholischer Bischof von Sololá-Chimaltenango.

## Leben
Domingo Buezo Leiva besuchte zunächst die Schule in Los Horcones und später das Kleine Seminar in Sololá. Anschließend studierte er Philosophie und Katholische Theologie am Philosophisch-Theologischen Institut der Salesianer Don Boscos in Guatemala-Stadt. Am 25. November 1988 empfing Buezo Leiva durch den Bischof von Zacapa und Prälaten von Santo Cristo de Esquipulas, Rodolfo Quezada Toruño, das Sakrament der Priesterweihe für das Bistum Zacapa.
Buezo Leiva war von 1988 bis 1989 Pfarrvikar und von 1990 bis 1995 Pfarrer der Pfarrei San Pedro in Zacapa. 1996 wurde Domingo Buezo Leiva für weiterführende Studien nach Rom entsandt, wo er 1997 an der Päpstlichen Lateranuniversität ein Lizenziat im Fach Pastoraltheologie erwarb. Nach der Rückkehr in seine Heimat wurde er Bischofsvikar für die Pastoral im Bistum Zacapa. Daneben wirkte Buezo Leiva als Pfarrer der Pfarreien San Pedro in Zacapa (1998–2002), San Ildefonso in Ipala (2002–2009) und San Juan Bautista in Camotán (2009–2013). Im März 2012 wurde er zudem Generalsekretär der Guatemaltekischen Bischofskonferenz.
Am 9. Februar 2013 ernannte ihn Papst Benedikt XVI. zum Titularbischof von Dardanus und zum Apostolischen Vikar von Izabal. Der Bischof von Jalapa, Julio Edgar Cabrera Ovalle, spendete ihm am 1. Mai desselben Jahres in der Kirche San José in Morales die Bischofsweihe; Mitkonsekratoren waren Rodolfo Valenzuela Núñez, Bischof von Verapaz, Cobán, und Pablo Vizcaíno Prado, Bischof von Suchitepéquez-Retalhuleu.
Papst Franziskus ernannte ihn am 16. Juli 2021 zum Bischof von Sololá-Chimaltenango. Die Amtseinführung erfolgte am 21. September desselben Jahres.
In der Guatemaltekischen Bischofskonferenz ist Domingo Buezo Leiva innerhalb der Kommission für Gerechtigkeit und Solidarität Verantwortlicher für die Seelsorge für die Migranten und Menschen unterwegs.